# 동두천시
동두천시(東豆川市)는 대한민국 경기도의 시이다. 동쪽은 포천시, 서쪽과 남쪽은 양주시, 북쪽은 연천군에 맞닿아 있다. 서울시청을 기준으로 서울 도심에서 북쪽으로 약 47km 거리에 있다. 대한민국 북부 전방에 위치하여 국방 안보상 중요한 도시이다. 이러한 이유로 한국전쟁 이후 동두천시 총 면적의 39%에 주한미군이 주둔해 왔으며, 2004년부터 단계적으로 철수하고 있다.
2006년 수도권 전철 1호선 전철의 개통과 국도 제3호선 신평화로가 신설되었고, 수도권제2순환고속도로, 세종포천고속도로가 건설되었다.

## 역사
- 1963년 1월 1일 양주군 이담면이 동두천읍으로 승격하였다.[3]
- 1981년 7월 1일 양주군 동두천읍 일원을 관할로 동두천시가 설치되었다.[4]
- 1983년 2월 15일 양주군 은현면 상패리가 동두천시에 편입되었다.[5]

## 지리

### 지형
동두천시는 경기도 북단에 위치한 도시로, 동쪽은 탑동동이 포천시에 접하며, 서쪽은 상패동이 양주시 은현면 봉암리에 접해있다. 남쪽은 송내동이 양주시 봉양동에 접하며, 북쪽은 하봉암동이 연천군 전곡읍과 접해 있다. 면적은 동서간으로 12.9km, 남북으로 15.3km이며 총면적은 95.66km2이다.
일대는 대부분 산지로 이루어져 있으며, 이러한 산들은 광주산맥이 태백산맥의 철령부근에서 갈라져 서울 근처에 이르는 산으로서 동두천 일대에 험준한 산지는 대부분 여기에 속한다. 동쪽으로는 국사봉을 주봉으로 왕방산, 해룡산이 둘러 쳐져 있으며, 남쪽으로는 천보산의 회암령에서 서북으로 칠봉산이 솟아 그 지맥이 여러 갈래로 펼쳐져 남쪽으로 높고 잦은 봉우리를 보여준다. 서쪽으로는 마차산이 에워싸고 북으로 뻗으며 옥녀봉이 북계를 이루고 있다.

### 기후
동두천은 한반도의 중심에 위치해, 기온 연교차가 큰 북부 대륙성 기후와 남부의 난온대 기후가 같이 나타나는 특징이 있다. 특히 겨울의 기온은 북서계절풍이 불어 위도에 비해 아주 낮은 기온을 보여준다. 연평균 기온이 11.5°C 내외이고 1월 평균기온은 -3.8°C이며, 8월 평균기온은 24.9°C로 연교차가 30°C가 넘는다. 가장 추운 달과 가장 더운 달의 기온차가 매우 커서 여름철은 열대기온을 이루는가 하면, 겨울철은 한대기온을 이룬다. 여름철은 고온다습한 북태평양 기단의 지배로 고온이 되고, 겨울철은 한랭건조한 시베리아 기단의 영향으로 저온이 나타나기 때문이다. 연평균 강수량은 1417.1mm이고, 연평균 상대습도는 65.6%, 연평균 일조시간은 2221.8시간이다. 평균 초설은 11월 20일경이고, 마지막 눈은 3월 20일 전후이며, 처음으로 결빙되는 시기는 10월 20일경, 얼음이 마지막으로 녹는 시기는 4월 초순으로 경기도의 평균치와 거의 같다.
| 동두천기상관측소 (동두천시 생연동, 해발 115.62m)의 기후 | 동두천기상관측소 (동두천시 생연동, 해발 115.62m)의 기후 | 동두천기상관측소 (동두천시 생연동, 해발 115.62m)의 기후 | 동두천기상관측소 (동두천시 생연동, 해발 115.62m)의 기후 | 동두천기상관측소 (동두천시 생연동, 해발 115.62m)의 기후 | 동두천기상관측소 (동두천시 생연동, 해발 115.62m)의 기후 | 동두천기상관측소 (동두천시 생연동, 해발 115.62m)의 기후 | 동두천기상관측소 (동두천시 생연동, 해발 115.62m)의 기후 | 동두천기상관측소 (동두천시 생연동, 해발 115.62m)의 기후 | 동두천기상관측소 (동두천시 생연동, 해발 115.62m)의 기후 | 동두천기상관측소 (동두천시 생연동, 해발 115.62m)의 기후 | 동두천기상관측소 (동두천시 생연동, 해발 115.62m)의 기후 | 동두천기상관측소 (동두천시 생연동, 해발 115.62m)의 기후 | 동두천기상관측소 (동두천시 생연동, 해발 115.62m)의 기후 |
| 월                                                      | 1월                                                     | 2월                                                     | 3월                                                     | 4월                                                     | 5월                                                     | 6월                                                     | 7월                                                     | 8월                                                     | 9월                                                     | 10월                                                    | 11월                                                    | 12월                                                    | 연간                                                    |
| ------------------------------------------------------- | ------------------------------------------------------- | ------------------------------------------------------- | ------------------------------------------------------- | ------------------------------------------------------- | ------------------------------------------------------- | ------------------------------------------------------- | ------------------------------------------------------- | ------------------------------------------------------- | ------------------------------------------------------- | ------------------------------------------------------- | ------------------------------------------------------- | ------------------------------------------------------- | ------------------------------------------------------- |
| 역대 최고 기온 °C (°F)                                  | 15.0 (59.0)                                             | 19.8 (67.6)                                             | 24.7 (76.5)                                             | 31.0 (87.8)                                             | 33.4 (92.1)                                             | 35.5 (95.9)                                             | 36.2 (97.2)                                             | 38.7 (101.7)                                            | 33.2 (91.8)                                             | 29.7 (85.5)                                             | 26.2 (79.2)                                             | 16.3 (61.3)                                             | 38.7 (101.7)                                            |
| 일평균 최고 기온 °C (°F)                                | 2.4 (36.3)                                              | 5.8 (42.4)                                              | 12.1 (53.8)                                             | 19.0 (66.2)                                             | 24.5 (76.1)                                             | 28.2 (82.8)                                             | 29.0 (84.2)                                             | 30.1 (86.2)                                             | 26.3 (79.3)                                             | 20.5 (68.9)                                             | 12.2 (54.0)                                             | 3.9 (39.0)                                              | 17.8 (64.0)                                             |
| 일일 평균 기온 °C (°F)                                  | −3.8 (25.2)                                             | −0.8 (30.6)                                             | 5.0 (41.0)                                              | 11.6 (52.9)                                             | 17.4 (63.3)                                             | 21.8 (71.2)                                             | 24.3 (75.7)                                             | 24.9 (76.8)                                             | 20.1 (68.2)                                             | 13.1 (55.6)                                             | 5.7 (42.3)                                              | −1.9 (28.6)                                             | 11.5 (52.7)                                             |
| 일평균 최저 기온 °C (°F)                                | −9.0 (15.8)                                             | −6.2 (20.8)                                             | −0.8 (30.6)                                             | 5.2 (41.4)                                              | 11.3 (52.3)                                             | 16.7 (62.1)                                             | 20.9 (69.6)                                             | 21.2 (70.2)                                             | 15.3 (59.5)                                             | 7.4 (45.3)                                              | 0.5 (32.9)                                              | −6.9 (19.6)                                             | 6.3 (43.3)                                              |
| 역대 최저 기온 °C (°F)                                  | −26.2 (−15.2)                                           | −19.7 (−3.5)                                            | −10.7 (12.7)                                            | −4.7 (23.5)                                             | 2.6 (36.7)                                              | 8.0 (46.4)                                              | 15.3 (59.5)                                             | 12.1 (53.8)                                             | 4.4 (39.9)                                              | −4.7 (23.5)                                             | −10.1 (13.8)                                            | −18.0 (−0.4)                                            | −26.2 (−15.2)                                           |
| 평균 강수량 mm (인치)                                   | 18.4 (0.72)                                             | 26.0 (1.02)                                             | 32.0 (1.26)                                             | 73.2 (2.88)                                             | 95.2 (3.75)                                             | 130.5 (5.14)                                            | 431.7 (17.00)                                           | 347.5 (13.68)                                           | 137.9 (5.43)                                            | 55.1 (2.17)                                             | 47.4 (1.87)                                             | 22.2 (0.87)                                             | 1,417.1 (55.79)                                         |
| 평균 강수일수 (≥ 0.1 mm)                                | 5.2                                                     | 5.3                                                     | 7.2                                                     | 9.0                                                     | 9.0                                                     | 10.3                                                    | 16.8                                                    | 14.8                                                    | 8.4                                                     | 6.5                                                     | 8.3                                                     | 7.6                                                     | 108.4                                                   |
| 평균 상대 습도 (%)                                      | 60.9                                                    | 57.5                                                    | 55.3                                                    | 55.3                                                    | 62.3                                                    | 68.4                                                    | 79.5                                                    | 77.8                                                    | 73.6                                                    | 69.3                                                    | 64.9                                                    | 62.4                                                    | 65.6                                                    |
| 평균 월간 일조시간                                      | 183.7                                                   | 180.8                                                   | 209.6                                                   | 206.0                                                   | 231.2                                                   | 203.9                                                   | 128.7                                                   | 164.1                                                   | 182.4                                                   | 201.2                                                   | 160.6                                                   | 169.6                                                   | 2,221.8                                                 |
| 출처: 기상청 (평년값: 1999년~2020년, 극값: 1998년~현재) |                                                         |                                                         |                                                         |                                                         |                                                         |                                                         |                                                         |                                                         |                                                         |                                                         |                                                         |                                                         |                                                         |

## 행정 구역

### 행정동
동두천시의 행정 구역은 8행정동, 152통으로 구성되어 있다. 동두천시의 면적은 경기도 전체 면적의 0.9%에 해당하는 95.66 km2이며 이 중 미군 공여지가 전체 면적의 42%인 40.63 km2에 이른다. 군사시설보호구역은 전체 면적의 24%인 22.99 km2이다. 인구는 2022년 12월 말 주민등록 기준으로 9만1,546명, 4만3,974가구이다.

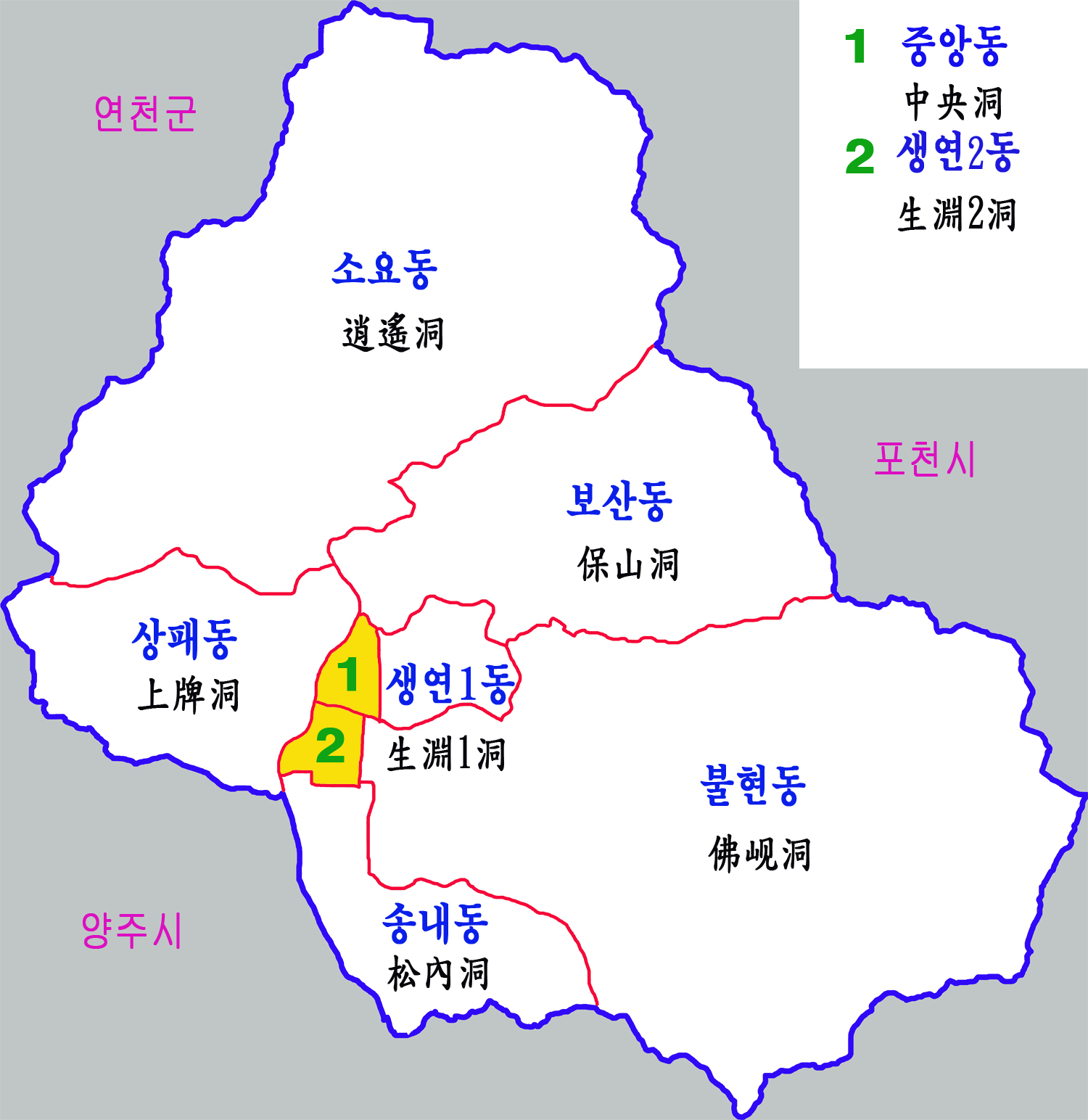
동두천시 행정구역

| 행정동   | 한자     | 면적 (km2) | 인구   | 세대   |
| -------- | -------- | ---------- | ------ | ------ |
| 생연1동  | 生淵1洞  | 2.16       | 6,980  | 3,299  |
| 생연2동  | 生淵2洞  | 0.72       | 11,645 | 4,996  |
| 중앙동   | 中央洞   | 0.85       | 5,258  | 3,193  |
| 보산동   | 保山洞   | 13.68      | 3,126  | 1,731  |
| 불현동   | 佛峴洞   | 33.37      | 28,074 | 12,128 |
| 송내동   | 松內洞   | 5.52       | 25,972 | 10,673 |
| 소요동   | 消遙洞   | 31.31      | 8,675  | 4,218  |
| 상패동   | 上牌洞   | 8.05       | 5,038  | 2,761  |
| 동두천시 | 東豆川市 | 95.66      | 94,768 | 42,999 |

 * 인구·세대는 2019년 12월 31일 기준, 면적은 2012년 12월 31일 기준

### 인구
동두천시의 인구는 2012년 12월 31일 기준으로 97,175명, 40,886가구이며, 인구 밀도는 974.4명/km2이다. 0~14세 인구는 17.3%, 65세 이상 인구는 12.4%이다. 생산연령층인 15~64세 인구는 70.3%로 전국평균 72.8%보다 비율이 낮고, 유소년인구부양비는 24.6%로 전국 평균인 22.8%보다 높고, 노년인구부양비는 17.7%로 전국 평균인 14.5%보다 높다. 여자 인구 100명당 남자 인구를 나타내는 성비는 100.5로 남자가 다소 많다.

## 산업

### 지역내 총생산
동두천시의 2012년 지역내 총생산은 3조 1,582억원으로 경기도 지역내 총생산의 0.4%를 차지하고 있다. 이중농림어업(1차산업)은 332억원으로 비중이 낮고 광업 및 제조업(2차산업)은 8,140억원으로 25.8%의 비중으로 차지하고 상업 및 서비스업(3차산업)은 2조 3,110억원으로 73.2%의 비중을 차지한다. 3차산업 부문에서는 전기, 가스, 증기 및 수도 사업(12.1%)과 도매 및 소매업(8.1%), 공공행정, 국방 및 사회보장행정(7.6%)과 보건업 및 사회복지서비스업(6.4%)이 큰 비중을 차지하고 있다.

### 산업별 종사자 현황
2014년 동두천시 산업의 총종사자 수는 26,559명으로 경기도 총종사자 수의 0.6%를 차지하고 있다. 이중 농림어업(1차산업)은 6명으로 비중이 낮고 광업 및 제조업(2차산업)은 5,322명으로 20%의 비중으로 차지하고 상업 및 서비스업(3차산업)은 21,231명으로 79.9%의 비중을 차지한다. 2차산업은 경기도 전체의 비중(27.1%)보다 낮고 3차 산업은 경기도 전체 비중(72.9%)보다 높다. 3차산업 부문에서는 숙박 및 음식점업(14%)과 도소매업(13.4%), 보건업 및 사회복지서비스업(11.5%)이 큰 비중을 차지하고 있다.

### 상주인구와 주간인구
동두천시의 2010년 기준 상주인구는 89615명이고 주간인구는 83300명으로 주간인구지수가 93으로 낮다. 통근으로 인한 유입인구는 8213명, 유출인구는 13612명이고, 통학으로 인한 유입인구는 1287명, 유출인구는 2203명으로 전체적으로 유출인구가 6315명 더 많다.

## 인구
동두천시의 연도별 인구(내국인) 추이
| 연도   | 총인구   |  |
| ------ | -------- |  |
| 1985년 | 68,610명 |  |
| 1990년 | 71,437명 |  |
| 1995년 | 71,305명 |  |
| 2000년 | 72,366명 |  |
| 2005년 | 78,897명 |  |
| 2010년 | 90,433명 |  |
| 2015년 | 97,424명 |  |

## 관광

### 소요산
소요산은 경기의 작은 금강산(소금강, 小金剛)으로 불리는 명산이다. 서울특별시에서 북쪽으로 44km지점에 있으며, 동두천시청에서는 동북쪽으로 약 5 km 지점에 있다. 높이는 536m이다. 소요산 입구에 소요산역이 위치해 있다. 

### 탑동계곡
동두천시의 '무주구천동'이라고 불리며 동두천 시내에서 동쪽으로 7 km가량 떨어진 왕방산과 그와 이어진 국사봉 사이로 길게 이어져있는 6km가량의 계곡이다. 일대에 광암동과 왕방부락이 있으며 왕방계곡으로도 불리며, 경기도 향토지적재산으로 선정되었다. '탑동계곡'의 '탑동'이라는 이름은 주변에 고려 말엽에 제작된 것으로 추정되는 3층 석탑이 있었던 데서 비롯되었다. 그러나 그 3층 석탑은 일제강점기에 유실되어 함께 놓여있던 석불만이 남아있다.

## 시청

### 시청 조직
- 시장
- 부시장
- 기획담당감사관
- 자치행정국
- 안전도시국
- 전략사업단

### 직속기관 및 사업소
- 보건소
- 환경사업소
- 시설사업소
- 평생교육원

## 관공서
- 의정부지방법원 동두천시법원
- 포천세무서 동두천지서
- 경기도동두천양주교육지원청
- 동두천소방서
- 동두천경찰서
- KT동두천지사
- 국민건강보험공단 동두천연천지사
- 국민연금공단 동두천센터
- 동두천우체국
- 동두천농협

## 문화

### 음악
동두천은 록의 대부라 불리는 신중현이 국내 최초의 록 밴드 애드훠(ADD4)를 결성하고 활동한 곳으로 록과 한국 대중음악의 시발점으로 평가 받고 있다. 미군의 문화적 갈망을 충족시키기 위해 출발한 쇼단 문화는 역설적으로 이 지역에서 걸출한 음악인들을 많이 배출하게 했다. 대표적인 인물이 신중현(애드훠), 유현상(백두산), 인순이, 나미, 페티김, 현미 등이 있다.
- 동두천록페스티벌

1999년 1회 공연을 계기로 지금에 이르고 있다. 동두천록페스티벌은 대한민국의 대표적 록 페스티벌이며 매년 8월 중에 열린다. 미군기지(캠프 님블), 소요산, 동두천종합운동장(어등산레포츠공원) 등지에서 개최된다. 동두천록페스티벌은 사실 상 쇼단의 역사를 한국 대중음악의 역사로 재편하고 한국 대중음악 1세대를 기념하는 공연이다. 페스티벌 초창이, 신중현은 페스티벌의 상징적 인물이었다.
- 동두천청소년뮤직페스티벌

2004년 1회 공연을 시작으로 지금에 이르고 있으며, 매년 5월 청소년의 달을 기념하여 개최된다. 1, 2부로 진행되며 1부는 경연대회, 2부는 유명 가수들의 축하공연으로 꾸며진다. 동두천 청소년들의 끼를 북돋고 동두천의 음악적 감수성을 고취시키는 데에 기여하고 있다.

### 임지(林地)
동두천시 면적의 대략 70%는 임지이다. 시민들은 산에 익숙하고 산에 정겹다.
- 소요 단풍 문화제

매년 시월 중 소요산, 지행동 차없는 거리, 시민회관 공연장, 전시장 등에서 개최되는 축제. 동두천 시민의 날을 기념하기 위해 열리는 축제이다.
- 왕방산 국제 MTB 대회

2007년 1회 대회를 시작으로 지금에 이르고 있다. 동두천시에서 개발한 35km의 임도를 이용해 매년 8월 중에 열리는 산악자전거 대회이다. 집결지는 종합운동장이다. 2011년 대회부터는 국제대회로 개최되고 있다.

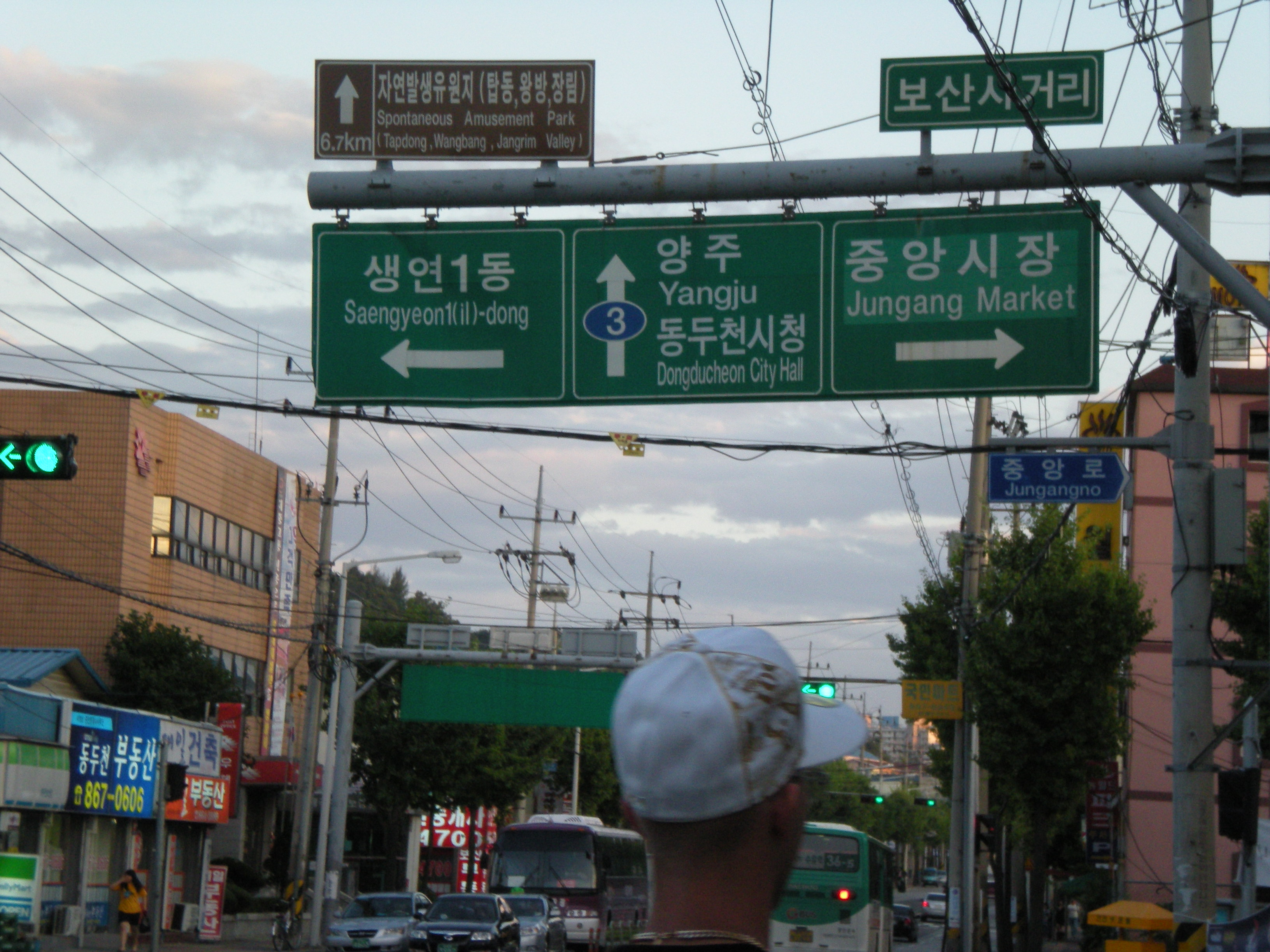
동두천시 거리

## 미군

동두천시 토지이용 통계(녹: 삼림, 적: 도시계획 구역, 황: 군사시설, 청: 미군 점유지

### 미군 기지
시의 면적의 39%에 해당하는 32.31 평방 킬로미터가 주한 미군에 공여되어 있고 미군 제2보병 사단의 광대한 기지가 존재한다. 미국의 새로운 행정부의 수장(혹은 국방부 장관 등)은 임기 중 1회 이상 동두천 미군기지를 방문하고, 한국의 대통령 혹은 그에 상당하는 고위급 인사가 종종 동두천 미군 기지를 방문한다.
미군 기지
- 캠프 케이시(Camp Casey)
- 캠프 캐슬(Camp Castle)
- 캠프 호비(Camp Hovey)
- 캠프 모빌(Camp Mobile)
- 캠프 님블(Camp Nimble)

훈련장
- Gimbols

#### 동두천 미군기지 철수 계획
종전까지 운영되어오던 5개의 캠프와 한 개의 훈련장의 철수 계획은 다음과 같다.
- 2005년 - 짐볼스 훈련장 철수
- 2006년 7월 15일 - 캠프 님블(2만 평)의 관리권 한국군으로 이양.
  - 이전비용 및 반환절차는 마무리되지 않았음. 현재 한국군과 용업업체에서 경비를 서고 있음.
- 2008년 - 캠프 모빌, 캠프 캐슬
- 2009년 - 캠프 케이시, 캠프 호비 병력 중 일부 이라크로 차출
- 2016년 - 거대 기지인 캠프 케이시, 캠프 호비 등을 포함하여 동두천 전역의 모든 미군부대 평택으로 이전 계획했으나 무기한 연기상태

#### 미군 공여지 반환에 따른 개발 계획
1952년 이후 동두천에 주둔해 온 주한미군의 부대가 '2016년 중 평택 이전'을 확정 지음에 따라 동두천시 관내 미군 공여지에 대한 개발 계획이 본 궤도에 오를 전망이다. 2011년 1월, 국무총리실에는 '동두천 발전 테스크포스(TF)'가 설치되었다. 동두천은 지난 60여 년 간 대한민국의 안보를 위해 크게 공헌한 점이 분명함으로, 그에 마땅한 지원을 하는 것이 타당하나, "타 지역과의 형평성"(행정안전부)을 이유로 '동두천지원특별법'이 장기 표류하고 있다. 이러한 중앙정부의 무관심에 반발하여 2010년, 동두천은 시 면적의 43%에 달하는 미군 공여지를 모두 '공원화 하겠다'라고 선언한 바 있다. 국무총리실 TF팀은 이런 동두천시의 강력한 의지가 반영된 결과라 한다.
- 대전 침례신학대학교 캠퍼스 설립 (캠프 님블) - 확정

현재 확정된 공여지 개발계획으로는, '캠프 님블'(2006년 반환) 내에 아시아 최대 침례신학 대학인 침례신학대학교의 캠퍼스 설립이 있다. 종전 캠프 님블 부지 약 48,000m2(약 14,500평) 가운데 도로와 공원 부지를 제외한 약 25,000m2(약 7,500평) 규모에 들어서게 될 침례신학대학교 동두천 캠퍼스는 현재 진행되고 있는 부지 환경오염 정화작업이 마무리(2011년 말 예정)하고, 행정절차를 거쳐 2012년 상반기부터 착공에 들어가 2013년도에 1학부 1대학원 정원 380명으로 시작으로, 2017년까지 4학부 7전공(대학원 포함) 1,300명으로 정원을 늘릴 계획이다. 이를 위해 2012년 5,000m2 규모의 제1강의동을 완공하고 이후 2016년 말까지 추가 건물을 완공해 캠퍼스 설립을 완료할 계획이다.
- LNG복합화력발전소 건립 (캠프 호비 외곽) - 확정

지식경제부는 2010년 12월 29일에 '5차 전력수급기본계획'을 발표하고, 동두천에 LNG복합화력발전소 건설을 발표했다. 이에 따라 그간 동두천에 발전소 건립을 추진해 온 (주)한국서부발전과 (주)삼성물산은 현 광암동 캠프호비 외곽 20만m2 부지에 1조 3,440억원을 들여 설비규모 1,500MW(750MW×2rl)의 가스터빈 복합발전 방식의 동두천LNG발전소를 건립한다. 2012년 착공, 2014년 6월 완공 예정이었으며 현재는 완공이 되었다.
- 복합레저스포츠단지 조성 (짐볼스 훈련장) - 예정

동두천시는 관내 광암동 일대 짐볼스 훈련장(2006년 반환)을 대규모 복합 레저스포츠단지로 개발하고자 2011년 3월, 민자사업을 공모한다고 동년 1월 19일 발표했다. 시는 제안서 접수 후 전문가 검토를 거쳐 2011년 안에 사업자를 선정할 예정이다. 사업 대상 부지는 짐볼스훈련장 571만m2로, 부지의 70% 이상이 생태 1등급의 산악지형으로 구성돼 있다.
- 경기도립대학교 및 유엔평화대학 설립 - 예정

김문수 경기도지사가 민선5기 취임사에 밝힌 '경기도립 통일대학(가칭)'을 동두천에 설립하기 위한 움직임이 있다. 공약의 주체인 도지사 역시 동두천에의 '경기도립대학교' 설립을 적극 지지함에 따라, 동두천에의 설립이 유력해지고 있다. 동두천시에서는 2010년 8월 10일, '통일대학'을 유치에 관한 건의서를 경기도에 제출한 바 있다.
또한 '유엔평화대학' 설립 역시 추진되고 있다. '유엔평화대학'은 유엔총회 결의와 유엔평화대학설립조약에 의해 설립될 국제기구 겸 국제대학원대학이다. 또한 2010년, 정부에서는 '접경지역 초광역개발 사업'의 일환으로 이 대학의 설립을 포함하여 국가시책으로 진행하고 있다. 경기도와 동두천시에서는 이 대학의 설립이 통일대학과 함께 동두천을 국제평화와 통일한국의 연구ㆍ교육도시로 만드는데 일조할 것으로 기대하고 있다.

#### 기타
동두천시에 등록된 외국인은 1997년 521명이었으나 2002년 1,562명으로 5년간 세배가 늘었다. 2009년 6월말 현재, 총 외국인은 2,558명이고 이 중 여성이 1,411명인데, 이중 필리핀 국적 여성이 722명(남성 105명)으로서 50%를 차지한다. 필리핀 국적 여성은 미등록자를 합하면 더 늘어나는데, 대부분 보산동에 있는 클럽에서 일하고 있다. 캠프 케이시 정문쪽인 보산동에는 45곳, 후문쪽인 광암동에는 15곳의 클럽이 성업 중이다. 1990년대 이래 줄지도 늘지도 않은 규모이다. 러시아 여성들은 거의 대부분 빠져나갔고 필리핀 여성들이 자리를 채웠다.

## 교육
경기도동두천양주교육지원청에서 관할하고 있는 교육시설 현황은 고등학교 11개교, 중학교 15개교, 초등학교 41개교. 4년제 대학이 2개가 있다.
- 4년제 대학교
  - 신한대학교 제2캠퍼스
  - 동양대학교 북서울캠퍼스
- 고등학교
  - 동두천고등학교
  - 동두천외국어고등학교
  - 동두천중앙고등학교
  - 신흥고등학교
  - 한국문화영상고등학교
  - 한빛누리고등학교
- 중학교
  - 동두천여자중학교
  - 동두천중학교
  - 생연중학교
  - 송내중앙중학교
  - 신흥중학교
  - 한빛누리중학교
- 초등학교
  - 동두천송내초등학교
  - 동두천신천초등학교
  - 동두천초등학교
  - 동보초등학교
  - 보산초등학교
  - 사동초등학교
  - 생연초등학교
  - 소요초등학교
  - 이담초등학교
  - 지행초등학교
  - 탑동초등학교

## 교통
동두천시는 도로망이 좋지 않고 시내버스 노선이 불편하여 철도를 이용하는 경우가 많다.

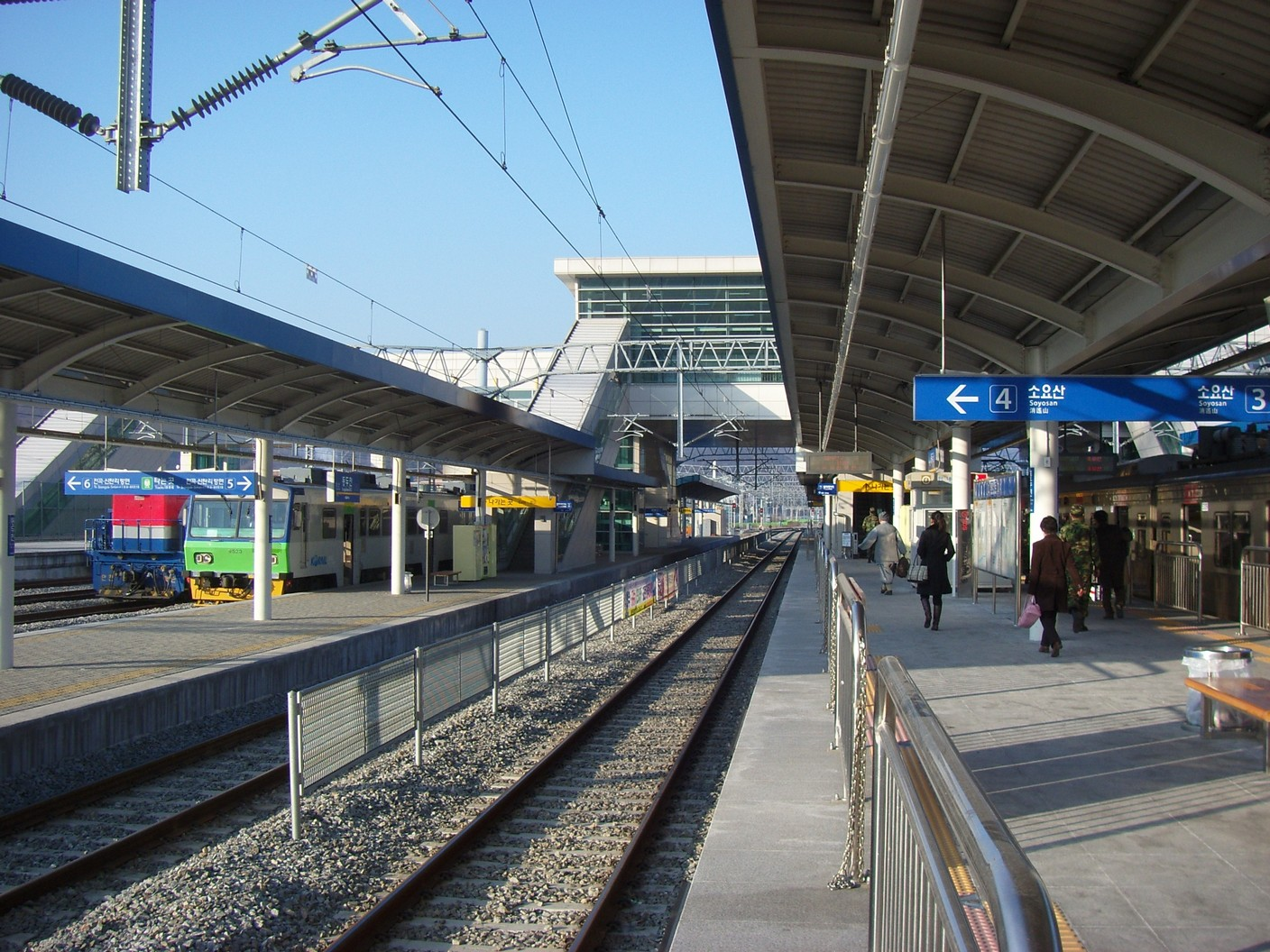
동두천역

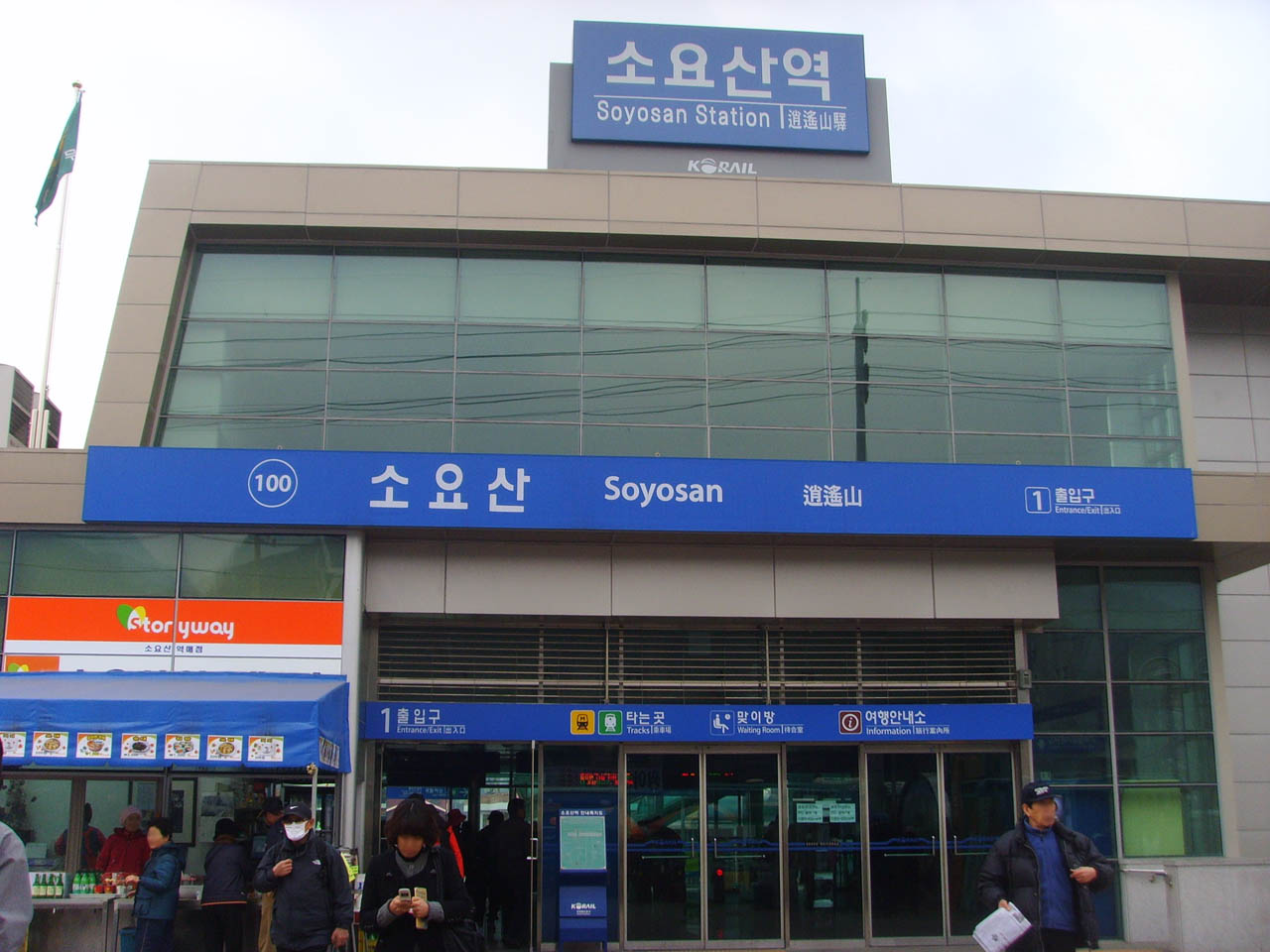
소요산역

### 철도
- 한국철도공사
  - 경원선 (● 수도권 전철 1호선)
(연천군) ← 소요산역 - 동두천역 - 보산역 - 동두천중앙역 - 지행역 → (양주시)

### 도로
- 국도 : 국도 제3호선
- 국지도 : 국가지원지방도 제39호선
- 지방도 : 지방도 제364호선, 지방도 제379호선

### 버스
- 시내버스 : 동두천시의 시내버스
- 시외버스 : 동두천시외버스터미널

## 자매 도시
- 중국 허난성 싼먼샤 시
- 미국 미시간주 사우스필드
- 일본 시즈오카현 시마다시
- 베트남 빈롱성 빈롱시

## 같이 보기
- 대한민국의 설치순 도시 목록